# Azelia cilipes
Azelia cilipes är en tvåvingeart som först beskrevs av Alexander Henry Haliday 1838.  Azelia cilipes ingår i släktet Azelia och familjen husflugor. Arten är reproducerande i Sverige. Inga underarter finns listade i Catalogue of Life.